# Synecdoche (Gattung)
Synecdoche ist eine Gattung der Echten Rindenzikaden mit gut 20 Arten. Sie ist in der Neuen Welt, mit Schwerpunkt in Nordamerika, verbreitet.

## Merkmale
Die Arten der Gattung Synecdoche besitzen die typische Körpergestalt der Familie Achilidae. Sie erreichen eine Körperlänge von etwa 3 bis 6 Millimeter und sind damit im Durchschnitt etwas größer als die Arten der ähnlichen und nahe verwandten Gattung Catonia. Sie sind braun bis gelblich gefärbt (eine Art rotbraun) mit artspezifischen dunklen Zeichnungselementen. Die Abgrenzung der Gattung wird begründet mit einem Geschlechtsmerkmal der männlichen Begattungsorgane (der Gestalt der Phallobasis), sie ist anhand der Körpergestalt, der Färbung und Zeichnung nicht sicher von verwandten Gattungen unterscheidbar. Zur Abgrenzung können folgende Merkmale herangezogen werden: Der Saugrüssel ist lang (etwas länger als der Clypeus), er erreicht die Basis der Hinterhüften. Im Vorderflügel ist die Subcostalzelle (eine Flügelzelle nahe dem Vorderrand) schmal und lang, länger als ein Drittel der Flügellänge. Die Genitalkapsel der männlichen Begattungsorgane an der Spitze des Hinterleibs (Pygofer genannt, das umgebildete neunte Abdominalsegment) ist in seinem Mittellappen einfach und ungeteilt. Die Stirnregion (Frons) trägt niemals die für die Gattung Momar charakteristische Zeichnung aus drei Punkten. Der Halsschild (Pronotum) ist in der Mittellinie gewöhnlich kürzer als die Flügelschuppen (Tegulae) (nur bei einer Art länger). Zwei Seitenkiele reichen vom Hinterrand der Augen bis zu den Tegulae.

## Verbreitung
Die Gattung ist vor allem aus Nordamerika bekannt. Aus der Neotropis sind mehrere Arten beschrieben worden, über die nahezu nichts bekannt ist, ihre Zugehörigkeit zur Gattung bedarf der Bestätigung. Eine aus Vietnam beschriebene, in diese Gattung gestellte Art gilt als unplausibel und ist vermutlich falsch zugeordnet. Das Verbreitungszentrum liegt im westlichen Nordamerika, mit den meisten Arten (17) in Kalifornien. Nördlich erreicht die Gattung hier mit fünf Arten Kanada. Im Inneren des Kontinents werden sie rasch seltener, nur eine Art (Synecdoche nemoralis) ist im Westen weit verbreitet. Nur drei Arten kommen im östlichen Nordamerika vor (Synecdoche grisea, S. impunctata, S. dimidiata).

## Lebensweise
Die Nymphen von Synecdoche-Arten saugen, wie typisch für die Familie, an Pilzhyphen, typischerweise sind sie an Totholz gebunden. Die meisten Arten werden im Imaginalstadium an Manzanita (verschiedenen Arten der Gattung der Bärentrauben in der Familie der Heidekrautgewächse) angegeben, wenige an Sträuchern der Gattung Baccharis (Korbblütler). Einige Arten gelten als polyphag und wurden an einer Vielzahl von Laub- und Nadelbaumarten gefunden.